# Internationale A-cappella-Woche Hannover

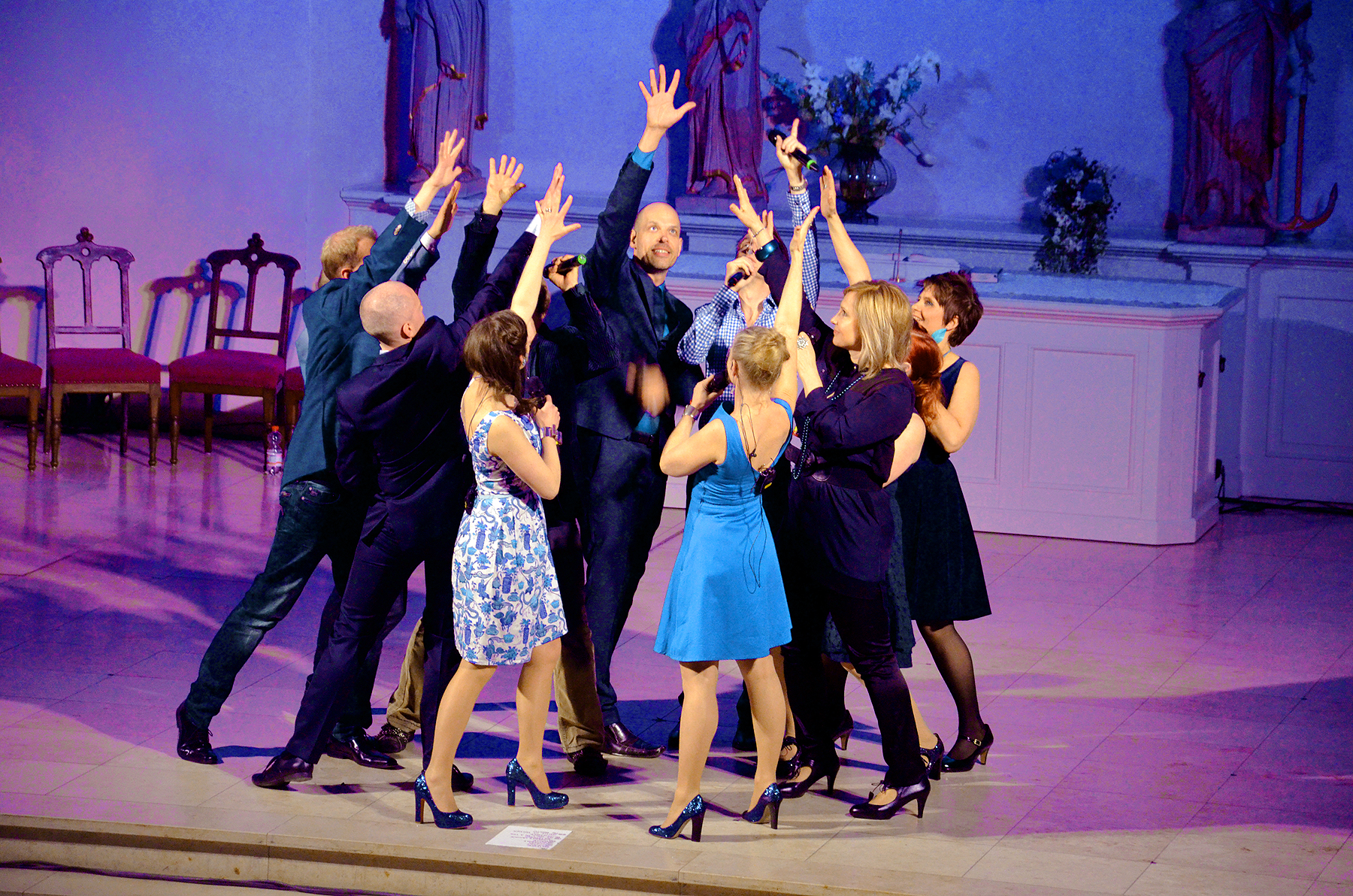
Das a cappella-Ensemble Leveleleven 2015 in der Neustädter Hof- und Stadtkirche beim Eröffnungskonzert der 15. Internationalen A-cappella-Woche Hannover

Die Internationale A-cappella-Woche Hannover ist eine jährlich im Frühjahr in und um Hannover stattfindende Konzertwoche für mehrstimmigen Gesang. Dabei werden durch Vokalensembles aus verschiedensten Ländern an wechselnden Veranstaltungsorten so unterschiedliche Stilrichtungen präsentiert wie etwa Klassik, Jazz, alte Musik, zeitgenössischer Pop oder beispielsweise nostalgische Schlager.

## Geschichte
Die Idee für die Internationale A-cappella-Woche Hannover hatten die Sänger des Quintetts Modell Andante, deren Virtuosen aus dem Knabenchor Hannover hervorgegangen waren. Die Fünf trugen ihre Anregung ihrem Knabenchor-Freund Roger Cericius vor, der gemeinsam mit Sandra van de Loo von der Agentur CESA Events 2001 die erste Festivalwoche veranstaltete. Zu den Förderern der ersten Stunde gehörten der Freundeskreis Hannover unter dem damaligen Vorsitzenden, Opernintendant Hans-Peter Lehmann, die Gesellschaft Toto-Lotto Niedersachsen sowie die VGH Versicherungen. Neben zahlreichen großen Unternehmen als Sponsoren konnte die Hannoversche Allgemeine Zeitung sowie Radio 3 als Medienpartner gewonnen werden, während die damalige Kanzlergattin Doris Schröder-Köpf die Schirmherrschaft übernahm. Während der ersten Internationalen A-cappella-Woche Hannover traten sieben namhafte Ensembles aus vier verschiedenen Ländern auf, darunter international bekannte wie etwa die Swingle Singers oder The King’s Singers.
Die ersten Aufführungsorte waren 2001 noch nur innerstädtische Einrichtungen in Hannover wie das Schauspielhaus, die Kreuzkirche, das Theater im Künstlerhaus, die Markuskirche oder der Große Sendesaal des Norddeutschen Rundfunks am Maschsee.
Bereits im Folgejahr 2002 organisierte CESA Events, Sandra van de Loo und Roger Cericius, der spätere Vorsitzende des Veranstalters Lausch Kultur Hannover e.V., erste Aufführungen auch in der Region Hannover wie etwa in der St.-Osdag-Kirche in Mandelsloh oder das Schloss Landestrost in Neustadt am Rübenberge.
2006 wurde der Verein Lauschkultur Hannover e.V. mit Sitz in Hannover gemeinnütziger Träger der Internationalen A-cappella Woche Hannover.
Im Jahr 2013 waren neben der Hochschule für Musik, Theater und Medien Hannover, dem Kulturzentrum Faust, dem Theater am Aegi oder dem Platz vor der Marktkirche auch entferntere Veranstaltungsorte einbezogen wie etwa die St. Martin Kirche in Bennigsen, das Schloss Landestrost oder das Kloster Loccum.